# Battalus spinipes
Battalus spinipes is een spinnensoort uit de familie van de loopspinnen (Gnaphosidae). De spin jaagt 's nachts en verschuilt zich overdag onder rotsen en bladeren. Het lijf van de spin is ovaalvormig, smal, en puntig aan de achterzijde.
De wetenschappelijke naam van de soort werd in 1878 gepubliceerd door Ferdinand Karsch.